# Cantó d'Angulema-Nord
El cantó d'Angulema-Nord és un cantó francès del departament del Charente, situat al districte d'Angulema. Compta amb part del municipi d'Angulema.

## Municipis
- Angulema (part septentrional)